# Vorup Sogn
Vorup Sogn er et sogn i Randers Søndre Provsti (Århus Stift).
Vorup Sogn hørte til Galten Herred i Randers Amt. Vorup sognekommune blev ved kommunalreformen i 1970 indlemmet i Randers Kommune. 

## Kirkerne
Omkring 1150 blev der bygget en mindre kirke i Vorup (Worrup) eller Nielstrup, som området kaldtes. Den hed Nielstrup Kirke og blev viet til Sct. Johannes. Midt i 1500-tallet bestemte kong Christian 3. at den skulle rives ned. Stenene blev brugt til en vandmølle ved Dronningborg Slot. Folk fra Vorup skulle nu bruge Sct. Mortens Kirke i Randers som sognekirke, og Vorup Sogn fik navneændring til Sct. Mortens Søndre Landsogn.
Der gik 300 år hvor Vorup ikke havde sin egen kirke. I slutningen af 1800-tallet boede der i sognet ca. 700 mennesker, og det lykkedes efter svære forhandlinger med Randers byråd at få opført en kirke. Vorup Kirke med 150 siddepladser blev indviet 3. december 1876.
Men 100 år senere var Vorup Kirke blevet for lille, da Vorup var blevet en forstad med mange boligforeningsblokke og parcelhuse. Johanneskirken med 350 stolepladser og plads til næsten 500 mennesker i alt blev indviet 27. august 1978, og Vorup Kirke blev kapel.

## Stednavne
I Vorup Sogn findes følgende autoriserede stednavne:
- Frederiksberg (bebyggelse)
- Strømmen (bebyggelse)
- Vorup (bebyggelse, ejerlav)
- Vorup Kær (bebyggelse)
- Vorup Mark (bebyggelse)